# Bodegraven

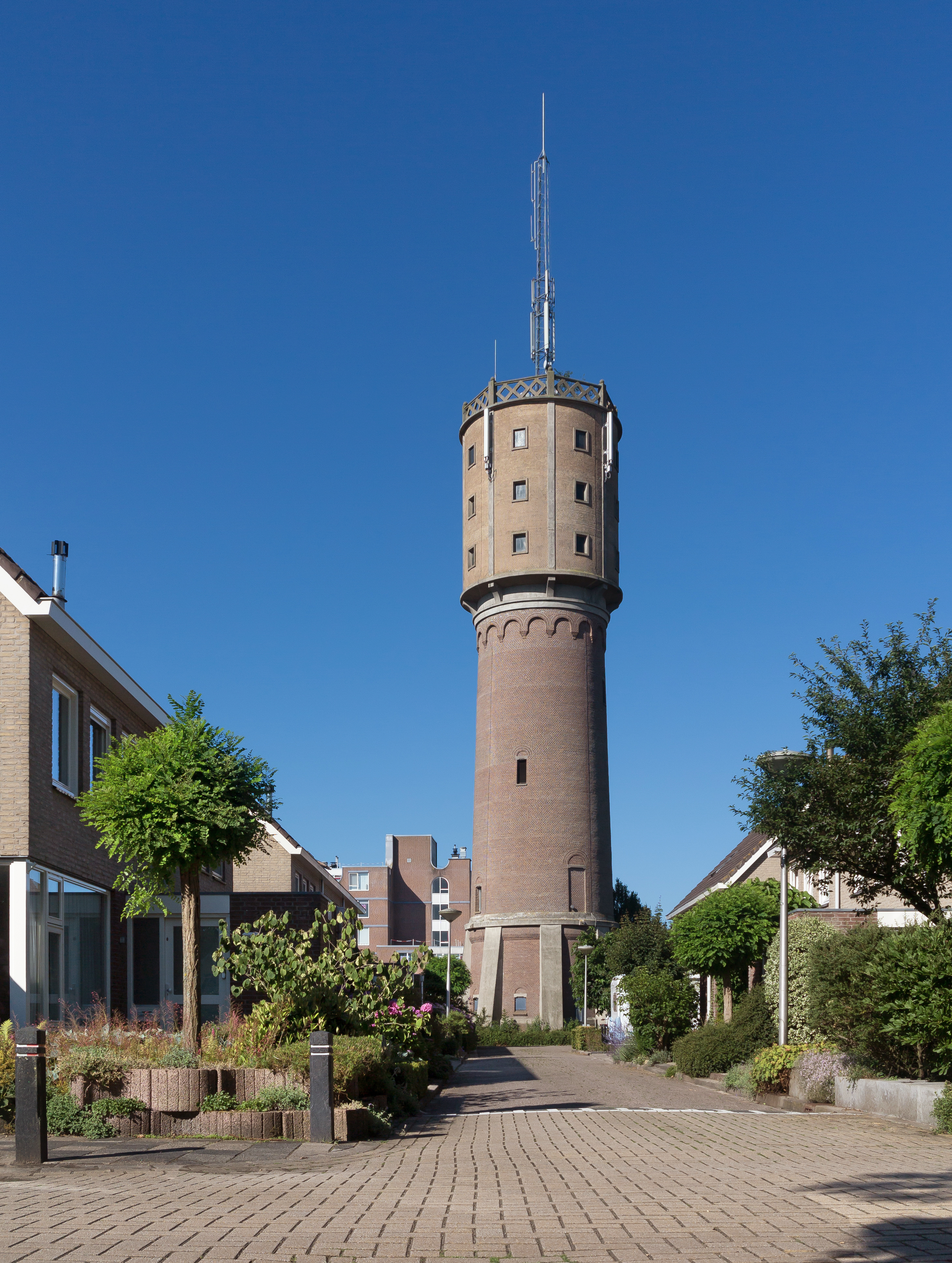
Le château d'eau

Bodegraven est un village dans la commune néerlandaise de Bodegraven-Reeuwijk, dans la province de la Hollande-Méridionale.
Bodegraven a été une commune indépendante jusqu'au 1er janvier 2011, date de sa fusion avec Reeuwijk et la création de la commune de Bodegraven-Reeuwijk.
Le 1er janvier 2008, l'ancienne commune, avec De Meije et Nieuwerbrug comptait 19 326 habitants, sur une superficie de 38,50 km2.
En décembre 1672, lors de la Guerre de Hollande, profitant du gel, les Français sont devant La Haye qui n'est sauvée que par un dégel soudain. Le maréchal de Luxembourg rebrousse chemin mais rencontre plusieurs détachements hollandais près du bourg de Zwammerdam. Les Hollandais sont rapidement mis en déroute et le maréchal de Luxembourg autorise le pillage de la localité, ainsi que de celui de Bodegraven. L'intensité des pillages et des massacres choque profondément l'opinion hollandaise. L’événement, amplement relayé par des libelles et des gravures, fait un grand effet dans les Provinces-Unis et en Allemagne. La propagande de Guillaume d'Orange et des détracteurs de Louis XIV commence à forger le mythe d'un roi belliqueux et cruel, prompt à la guerre, qu'il faut neutraliser pour garantir la paix.

## Camp d'internement de Wierickerschans pendant laPremière Guerre mondiale
Wierickerschans est un vieux fort désarmé qui servait de poudrière avant que l'on pensât à en faire un lieu d'internement pour officiers alliés. Placé au bord du vieux Rhin, au milieu des Polders entre Leyde et Utrecht, le fort est entouré d'eau des deux côtés. Wierickerscans se composait de deux groupes de bâtiments, l'un réservé aux officiers internés, l'autre à l'usage de la petite garnison néerlandaise composée d'une centaine d'hommes. Le major van Boecop, commandant du fort, y avait installé une bibliothèque puis un tennis. Le bâtiment des officiers alliés internés était enfermé dans une enceinte entourée d'une haute rangée de fils barbelés, gardée par de nombreuses sentinelles, éclairée la nuit comme en plein jour. Au sud, une grille fermée la nuit, donnait accès aux casernes.
Parmi les prisonniers célèbres, on retrouve André d'Humières et Armand Coutisson, deux officiers aviateurs français; le lieutenant Pitel, officier aviateur anglais et le lieutenant-interprète français Chauvin, attaché à la Royal Naval Division (en). Ils essayèrent tous de s'évader de ce fort mais à la suite de ces actions, les trois officiers français se retrouvèrent prisonniers sur l'île d'Urk (Flevoland) en plein Zuiderzee. Ce camp d'Urk était réservé aux officiers considérés comme dangereux (comprenez par là que les internés cherchaient à s'en évader pour reprendre le combat).